# Пековый кокс
Пе́ковый кокс (электро́дный кокс) — твёрдый пористый продукт серого цвета, получаемый при коксовании каменноугольного пека.

## Получение
Пековый кокс получают в динасовых камерных печах.
В качестве сырья для пекового кокса используют:
- высокотемпературный пек с температурой размягчения не менее 145°С и выходом летучих веществ не более 51 %;
- среднетемпературный пек, получаемый обычным фракционированием смолы и имеющий температуру размягчения 65-75°С и выход летучих веществ не более 63 %.

Каменноугольный пек порционно или непрерывно загружают в печи в нагретом (жидком) состоянии.
При нагревании до 450—550°С происходят дистилляция легкокипящих фракций, разложение основной массы пека с образованием газообразных продуктов и тяжёлых углеродсодержащих остатков, затвердевание их и образование так называемого полукокса.
При дальнейшем нагревании выше 550°С выделяются остаточные летучие вещества (в основном водород), что приводит к образованию в массе кокса усадочных трещин.
Процесс заканчивается, когда температура достигает 900—1000°С, при этом прекращается усадка и кокс отходит от стенок печи.
Летучие продукты коксования в виде парогазовой смеси отводятся в газосборник, где охлаждаются. Газ после очистки используется, например, для обогрева коксовых печей.
Раскалённый кокс выталкивается из печи и затем тушится (обычно водой, реже инертным газом, например азотом).
Пековый кокс производят четыре коксохимических предприятия России: Северсталь, НТМК, Мечел.

## Состав
Элементный состав: 96,5÷97,6 % углерода, остальное водород, кислород, сера.
На пековый кокс имеется ГОСТ 3213-91, который описывает основные характеристики продукта:
| Наименование показателя                              | Норма для марок | Норма для марок | Норма для марок | Норма для марок |
| Наименование показателя                              | КПЭ-1           | КПЭ-1           | КПЭ-2           | КПЭ-3           |
| Наименование показателя                              | Высший сорт     | Первый сорт     | КПЭ-2           | КПЭ-3           |
| ---------------------------------------------------- | --------------- | --------------- | --------------- | --------------- |
| 3ольность,%,не более                                 | 0.25            | 0.30            | 0.30            | 0.50            |
| Массовая доля серы%, не более                        | 0.25            | 0.30            | 0.70            | 0.70            |
| Массовая доля влаги,%, не более                      | 3.0             | 3.0             | 3.0             | 3.0             |
| Выход летучих веществ%, не более                     | 0.8             | 0.8             | 0.8             | 0.8             |
| Массовая доля кусков размером менее 25 мм,%,не более | 9.0             | 10.0            | 10.0            | 10.0            |
| Удельное электросопротивление Ом/мм, не более        | 550⋅10−6        | 550⋅10−6        | 550⋅10−6        | 550⋅10−6        |
| Массовая доля оксида натрия,%, не более              | 0.06            | 0.06            | 0.06            | 0.06            |

Пековый кокс делят на два класса:
- электродный кокс — частицы более 10 мм;
- коксовая мелочь — мельче 10 мм.

## Применение
- Применяется для изготовления анодной массы, обожжённых анодов и других целей.
- Цветная металлургия является потребителем малозольного пекового кокса.